# 심상동
심상동(沈相東, 1966년 12월 5일 ~ )은 대한민국 경상남도의회 의원이다.

## 학력
- 진해대야초등학교
- 진해중학교
- 진해고등학교
- 창원대학교 국제무역학과 대학원 (경제학 박사)

## 경력
- 창원대학교 겸임교수
- 환경부 환경교육, 홍보단 강사
- 2018년 7월 1일 ~ 2022년 6월 30일: 제11대 경상남도의회 의원 (초선, 창원시 제12선거구)

## 역대 선거 결과
|  | 48.37% |

|  | 34.80% |